# Geogemma barossii 121株
Geogemma barossii 121株 (Strain 121）は、超好熱性鉄還元古細菌で、2003年から2008年まで生物の生育温度の最高記録を保持していた古細菌（アーキア）である。滅菌方法として広く利用されるオートクレーブの一般的な利用温度である121°Cであっても増殖が可能な、超好熱菌の一種である。

## 概要
形態は多数の鞭毛を持つ1-2μmほどの球菌。細胞表層構造はS層で、一般的なクレン古細菌と同じである。2003年にマサチューセッツ大学のDerek LovleyとKazem Kashefiらによって、ワシントン州のピュージェット湾の沖合い322km、水深2400mの海底にある熱水噴出孔より発見された。未記載であるが、16S rRNAとリバースジャイレースの配列は、いずれも極めて好熱性が強いPyrodictium occultum（96%一致）やPyrobaculum aerophilum（95.3％一致）に近縁性を示した。現在は暫定的にクレン古細菌門テルモプロテウス綱デスルフロコックス目ピュロディクティウム科“Geogemma”属に置かれ、“Geogemma barossii”と呼ばれている（Geo（ギリシャ語で地球） + gemmma（ラテン語で芽）、barossii（John A. Barossへの献名））。
増殖可能温度は85～121°C。至適生育温度は106°C（世代時間約1時間）。130°C2時間のオートクレーブにも耐える。この菌の発見までは近縁の古細菌 Pyrolobus fumarii の113°Cが生物の増殖温度の限界だと考えられていたが、通常のオートクレーブ条件（121°C20分）に耐え、増殖する生物が発見されたことは驚きをもって伝えられた。オートクレープ条件とは（殺菌ではなく）滅菌の方法であり、微生物の生存率が100万分の1以下の確率だと国際的に定義されている。なお、この記録は正式に発表されたわけではなく再現性も取れていない、そもそも菌株が公開されていないことから、依然として P. fumarii の方が最高生育温度保持者として扱われることもあったが、発見者らが2008年に出した論文で115°Cで培養と書かれており、少なくとも P. fumarii を上回ってそうではある。この論文では至適生育温度は105°Cとなっていた。
なお、この菌が保持していた121℃の記録は、2008年に遠戚の古細菌Methanopyrus kandleri Strain 116が122°Cで増殖が可能と報告されたことにより更新された。Methanopyrus kandleriは、一般的な気圧（水深30メートル相当）であれば116°Cが限界なため、Strain 116の名称が用いられているが、気圧が増す深海では122°Cを記録している。日本の海洋研究開発機構（JAMSTEC）によって報告され、この記録は2014年現在でも破られていない。しかしながら、将来的には125°Cから130°Cが上限とされるだろうと推定されている。
これらは地下生物圏の調査として重要であり、さらには地球以外の天体にも地球外生命体が生存しうるハビタブルゾーンの観点からも天文学的に注目されている。つまり太陽光のエネルギーが届かず、かつ高温の極限状態でも生存しうる生命体が地底に広がっていることから、地球外生命体を調査する上での前提条件を覆し、宇宙空間にハビタブルゾーンが広範に渡っている可能性が示唆されている。

### 引用文献
- 長沼毅、井田茂『地球外生命 われわれは孤独か』岩波書店〈岩波新書 (新赤版) 1469〉、2014年1月21日。ISBN 9784004314691。

## 関連文献
- National Science Foundation (2003年8月14日). “Microbe from Depths Takes Life to Hottest Known Limit” (英語). 2008年1月18日閲覧。（プレスリリース）
- Kashefi, K. and Lovley, D.R. (2003). “Extending the Upper Temperature Limit for Life”. Science 301 (5635):  934. doi:10.1126/science.1086823.
- Kashefi, K. (2004). “Response to Cowan: The upper temperature for life – where do we draw the line?”. Trends in Microbiology 12 (2):  60-62. doi:10.1016/j.tim.2003.12.006.
- NCBI Taxonomy browser - Desulfurococcales archaeon 121
- Kashefi K, Shelobolina ES, Elliott WC, Lovley DR. (2008). “Growth of thermophilic and hyperthermophilic Fe(III)-reducing microorganisms on a ferruginous smectite as the sole electron acceptor”. Appl Environ Microbiol 74 (1):  251-8. doi:10.1128/AEM.01580-07.
- Scientists identify vast underground ecosystem containing billions of micro-organisms（ガーディアン）